# Prokuratorzy generalni Australii
Prokurator generalny Australii (ang. Attorney-General for Australia) – stanowisko w rządzie federalnym Australii, istniejące od powstania Związku Australijskiego w 1901 roku i zwyczajowo (choć zależy to tylko od decyzji premiera) zajmowane przez ministra w randze członka gabinetu, będącego z wykształcenia prawnikiem.

## Kompetencje
Zakres kompetencji prokuratora generalnego Australii jest zbliżony do ministrów sprawiedliwości w większości państw zachodnich i obejmuje takie dziedziny jak nadzór administracyjny nad sądami federalnymi czy inicjowanie prac legislacyjnych związanych z wieloma gałęziami prawa (m.in. prawem autorskim, prawem rodzinnym, prawem konstytucyjnym, prawem administracyjnym, prawami człowieka). Odpowiada również za publikację aktów prawa federalnego. Kwestie związane z prawem karnym i prawem cywilnym (z wyjątkiem prawa rodzinnego i prawa pracy) są w Australii w zdecydowanej większości pozostawione w kompetencji władz stanowych. Choć prokurator generalny sprawuje nadzór administracyjny nad prokuratorami federalnymi, nie ma możliwości merytorycznego wpływania na prowadzone przez nich postępowania.
Dodatkowo prokurator generalny posiada pewne prerogatywy w obszarze bezpieczeństwa narodowego, w szczególności jest politycznym nadzorcą służby kontrwywiadowczej i wywiadu wewnętrznego ASIO oraz policji federalnej (Australian Federal Police). Odpowiada również za bezpieczeństwo cybernetyczne Australii.

## Departament
Prokurator generalny stoi na czele Departamentu Prokuratora Generalnego (Attorney-General's Department), będącego de facto federalnym ministerstwem sprawiedliwości. Mylącym może być fakt, iż w australijskim rządzie istnieje stanowisko ministra sprawiedliwości, jednak zajmująca je osoba jest (w przełożeniu na polską terminologię) wiceministrem pracującym u boku prokuratora generalnego.

## Lista prokuratorów generalnych
| Osoba                 | Kadencja        | Kadencja       |
| Imię i nazwisko       | od              | do             |
| --------------------- | --------------- | -------------- |
| Alfred Deakin         | 1901            | 1903           |
| James Drake           | 1903            | 1904           |
| Henry Bournes Higgins | 1904            | 1904           |
| Josiah Symon          | 1904            | 1905           |
| Isaac Isaacs          | 1905            | 1906           |
| Littleton Groom       | 1906            | 1908           |
| Billy Hughes          | 1908            | 1909           |
| Patrick Glynn         | 1909            | 1910           |
| Billy Hughes          | 1910            | 1913           |
| William Irvine        | 1913            | 1914           |
| Billy Hughes          | 1914            | 1921           |
| Littleton Groom       | 1921            | 1925           |
| John Latham           | 1925            | 1929           |
| Frank Brennan         | 1929            | 1932           |
| John Latham           | 1932            | 1934           |
| Robert Menzies        | 1934            | 1938           |
| Billy Hughes          | 1938            | 1941           |
| Herbert Vere Evatt    | 1941            | 1949           |
| John Spicer           | 1949            | 1956           |
| Neil O’Sullivan       | 1956            | 1958           |
| Garfield Barwick      | 1958            | 1964           |
| Billy Snedden         | 1964            | 1966           |
| Nigel Bowen           | 1966            | 1969           |
| Tom Hughes            | 1969            | 1971           |
| Nigel Bowen           | 1971            | 1971           |
| Ivor Greenwood        | 1971            | 1972           |
| Gough Whitlam         | 1972            | 1972           |
| Lionel Murphy         | 1972            | 1975           |
| Kep Enderby           | 1975            | 1975           |
| Ivor Greenwood        | 1975            | 1975           |
| Robert Ellicott       | 1975            | 1977           |
| Peter Durack          | 1977            | 1983           |
| Gareth Evans          | 1983            | 1984           |
| Lionel Bowen          | 1984            | 1990           |
| Michael Duffy         | 1990            | 1993           |
| Duncan Kerr           | 1993            | 1993           |
| Michael Lavarch       | 1993            | 1996           |
| Daryl Williams        | 1996            | 2003           |
| Philip Ruddock        | 2003            | 2007           |
| Robert McClelland     | 2007            | 2011           |
| Nicola Roxon          | 2011            | 2013           |
| Mark Dreyfus          | 2013            | 2013           |
| George Brandis        | 2013            | 2017           |
| Christian Porter      | 20 grudnia 2017 | 30 marca 2021  |
| Michaelia Cash        | 30 marca 2021   | 23 maja 2022   |
| Katy Gallagher        | 23 maja 2022    | 1 czerwca 2022 |
| Mark Dreyfus          | 1 czerwca 2022  | nadal          |